# Norrköping Dolphins
El Norrköping Dolphins es un club de baloncesto profesional de la ciudad de Norrköping, que milita en la Basketligan, la máxima categoría del baloncesto sueco. Disputa sus partidos en el Stadium Arena, con capacidad para 4,500 espectadores.

## Historia
El club fue fundado en 1963 bajo el nombre de Hageby B.K., denominación que tuvo hasta 1992, cuando se cambió a su actual nombre, Norrköping Dolphins.
El club posee 1 Elitserien (antigua liga sueca que ganó en 1980) y 4 ligas, conquistando la 1ª en 1998, la 2ª doce años después, en 2010, la 3ª en 2012 y la última en 2018. En 2010, se convirtió en el único equipo no lituano en ganar la Challenge Cup (2ª división de la Liga Báltica).
El equipo ha participado en múltiples ocasiones en competiciones europeas, siendo sus resultados más destacados llegar a los octavos de final de la Copa Korać en 1999, a los dieciseisavos de final de la Copa Saporta en el año 2000 y al last-16 de la EuroChallenge en 2011 y 2013. En 2018, tras cinco años de ausencia, participó en la Basketball Champions League.

## Nombres
- Hageby B.K. (1963-1992)
- Norrköping Dolphins (1992–presente)

## Resultados en la Liga Sueca
| Temporada | División | Liga        | Posición | Play-Offs        | Competición Europea                       | Competición Regional               |
| --------- | -------- | ----------- | -------- | ---------------- | ----------------------------------------- | ---------------------------------- |
| 2000-01   | 1ª       | Basketligan | 2º       | Subcampeones     | –                                         | –                                  |
| 2001-02   | 1ª       | Basketligan | 3º       | Semifinales      | –                                         | –                                  |
| 2002-03   | 1ª       | Basketligan | 1º       | Semifinales      | –                                         | –                                  |
| 2003-04   | 1ª       | Basketligan | 2º       | Subcampeones     | –                                         | –                                  |
| 2004-05   | 1ª       | Basketligan | 5º       | –                | –                                         | –                                  |
| 2005-06   | 1ª       | Basketligan | 6º       | –                | –                                         | –                                  |
| 2006-07   | 1ª       | Basketligan | 7º       | –                | 4ª EuroCup Challenge - Fase de grupos     | –                                  |
| 2007-08   | 1ª       | Basketligan | 8º       | –                | –                                         | –                                  |
| 2008-09   | 1ª       | Basketligan | 1º       | Semifinales      | –                                         | 2ª Challenge Cup - Terceros        |
| 2009-10   | 1ª       | Basketligan | 1º       | Campeones        | –                                         | 2ª Challenge Cup - Campeones       |
| 2010–11   | 1ª       | Basketligan | 3º       | Subcampeones     | 3ª EuroChallenge - Last-16                | 1ª Liga Báltica - 8º               |
| 2011–12   | 1ª       | Basketligan | 1º       | Campeones        | 3ª EuroChallenge - Fase de grupos         | –                                  |
| 2012–13   | 1ª       | Basketligan | 4º       | Semifinales      | 3ª EuroChallenge - Last-16                | –                                  |
| 2013–14   | 1ª       | Basketligan | 3º       | Subcampeones     | –                                         | 1ª Liga Báltica - Cuartos de final |
| 2014–15   | 1ª       | Basketligan | 3º       | Cuartos de final | –                                         | –                                  |
| 2015–16   | 1ª       | Basketligan | 3º       | Subcampeones     | –                                         | –                                  |
| 2016–17   | 1ª       | Basketligan | 2º       | Semifinales      | –                                         | –                                  |
| 2017–18   | 1ª       | Basketligan | 2º       | Campeones        | –                                         | –                                  |
| 2018–19   | 1ª       | Basketligan | 3º       | Semifinales      | 3ª Basketball Champions League - 1ª Ronda | –                                  |

## Norrköping Dolphins en la Liga Báltica
| - 2009: 3º (Baltic Challenge Cup) - 2010: 1º (Baltic Challenge Cup) - 2011: 8º |

| Equipo          | 2013/2014     |
| Barons Kvartāls | 75-87 / 84-71 |
| Jēkabpils       | 78-73 / 95-85 |
| Pyrintö         | 78-65 / 70-53 |
| Tallinna Kalev  | 62-77 / 88-78 |
| Tarvas          | 95-53 / 84-80 |
| Tonybet         | 69-83 / 59-69 |
| Tyco Rapla      | 64-77 / 84-52 |
| Valmiera        | 58-82 / 63-53 |
| Posición        | 7º            |
| Resultado       | (11-5)        |

## Norrköping Dolphins en competiciones europeas
Copa de Europa 1980-81
| Fase de grupos | Hageby Basket    | Nashua EBBC       | 65-86 | 114-92 |
| Fase de grupos | Hageby Basket    | BK Inter Slovnaft | 85-86 | 103-87 |
| Fase de grupos | Murray Edinburgh | Hageby Basket     | 94-80 | 82-85  |

Recopa de Europa 1981-82
| 1ª Ronda | Hageby Basket | Moderne | 77-89 | 102-94 |  |

Recopa de Europa 1983-84
| 1ª Ronda | Hageby Basket | AS Mónaco Basket | 60-61 | 99-97 |  |

Recopa de Europa 1988-89
| 1ª Ronda | Hageby Basket | Uudenkaupungin Urheilijat | 100-113 | 93-88 |  |

Copa de Europa de la FIBA 1994-95
| 1ª Ronda | Durox BG Leuven     | Norrköping Dolphins | 85-90 | 91-85 |  |
| 2ª Ronda | Norrköping Dolphins | KK Zagreb           | 83-74 | 95-74 |  |

Copa Korać 1998-99
| 1ª Ronda         | Namika Lahti        | Norrköping Dolphins         | 88-85  | 77-66 |  |
| Fase de grupos   | Norrköping Dolphins | BC Spartak Saint Petersburg | 109-90 | 99-95 |  |
| Fase de grupos   | BC Alytus           | Norrköping Dolphins         | 92-86  | 80-71 |  |
| Fase de grupos   | Norrköping Dolphins | Forbo Komfort Stargard      | 90-75  | 61-72 |  |
| Octavos de Final | BKK Radnički        | Norrköping Dolphins         | 107-93 | 79-70 |  |

Copa Saporta 1999-2000
| Fase de grupos         | Norrköping Dolphins | Zepter Śląsk Idea Wrocław | 79-96  | 93-63  |  |
| Fase de grupos         | Norrköping Dolphins | PVSK-Pécsvárad            | 93-86  | 83-89  |  |
| Fase de grupos         | Norrköping Dolphins | Fenerbahçe                | 94-92  | 97-84  |  |
| Fase de grupos         | Kinder Bologna      | Norrköping Dolphins       | 114-59 | 77-102 |  |
| Fase de grupos         | BK Ventspils        | Norrköping Dolphins       | 75-80  | 87-91  |  |
| Dieciseisavos de Final | Norrköping Dolphins | Iraklis BC                | 64-87  | 119-80 |  |

EuroCup Challenge 2006-07
| Fase de grupos | BC Dnipro           | Norrköping Dolphins | 66-56  | 78-77   |
| Fase de grupos | Norrköping Dolphins | BC Mlékárna Kunín   | 80-91  | 97-84   |
| Fase de grupos | Keflavík            | Norrköping Dolphins | 109-99 | 113-109 |

FIBA EuroChallenge 2010-11
| Ronda de Clasificación | Norrköping Dolphins | Generali Okapi Aalstar | 85-84  | 79-86  |  |
| Fase de grupos         | Norrköping Dolphins | Türk Telekom           | 101-89 | 71-77  |  |
| Fase de grupos         | Barak Netanya       | Norrköping Dolphins    | 71-64  | 70-64  |  |
| Fase de grupos         | Norrköping Dolphins | Belgacom Liège         | 92-94  | 64-70  |  |
| Last-16                | BCM Gravelines      | Norrköping Dolphins    | 75-65  | 87-94  |  |
| Last-16                | Norrköping Dolphins | BK Ventspils           | 77-75  | 104-69 |  |
| Last-16                | Benfica             | Norrköping Dolphins    | 83-75  | 80-74  |  |

FIBA EuroChallenge 2011-12
| Ronda de Clasificación Eurocup | Norrköping Dolphins  | Telenet Oostende      | 62-88 | 70-67  |  |
| Fase de grupos                 | Mad-Croc Fuenlabrada | Norrköping Dolphins   | 89-75 | 79-119 |  |
| Fase de grupos                 | Norrköping Dolphins  | Bemaco SPU Nitra      | 82-64 | 108-78 |  |
| Fase de grupos                 | Norrköping Dolphins  | EWE Baskets Oldenburg | 73-95 | 106-61 |  |

FIBA EuroChallenge 2012-13
| Fase de grupos | BK Ventspils          | Norrköping Dolphins | 72-68 | 51-69 |
| Fase de grupos | Norrköping Dolphins   | Södertälje Kings    | 64-62 | 67-62 |
| Fase de grupos | Norrköping Dolphins   | Tampereen Pyrintö   | 84-73 | 84-80 |
| Last-16        | Krasnye Krylya Samara | Norrköping Dolphins | 93-75 | 68-93 |
| Last-16        | Norrköping Dolphins   | Tofaş Bursa         | 84-82 | 76-70 |
| Last-16        | Norrköping Dolphins   | Khimik-OPZ Yuzhny   | 76-81 | 81-51 |

Basketball Champions League 2018-19
| 1ª Ronda | Norrköping Dolphins | Movistar Estudiantes | 62-74 | 69-71 |  |

## Palmarés

### Liga
- Elitserien

-   -  Campeones (1): 1980

- Basketligan

-   -  Campeones (5): 1998, 2010, 2012, 2018, 2021

-   - Subcampeones (7): 1993, 1994, 2001, 2004, 2011, 2014, 2016

### Internacional
- EuroChallenge:
  - Last-16 (2): 2010-11, 2012-2013
- Copa Saporta
  - Dieciseisavos de Final (1): 1999-2000
- Copa Korać
  - Octavos de Final (1): 1998-1999

### Regional
- Liga Báltica
  - Cuartos de Final (1): 2014

- Challenge Cup

-   -  Campeones (1): 2010

Terceros (1) : 2009

## Jugadores destacados
| - Dejan Jeftić - Tyrell Green - Toni Prostran - Seidou N'Joya - Jan Tomanec - Lennart Christensen - Zarko Jukić - Mikkel Plannthin - Thomas Soltau - Conor Grace - Michael Kostur - Isaac Westbrooks - Pavel Ermolinskij - Lester Prosper - Edgars Jeromanovs - Petras Balocka - Rytis Biliartas - Tomas Gaidamavičius - Povilas Šakinis - Andrew Dikas - Paweł Mróz - Jaka Brodnik - Jesper Andersson | - Anders Bergqvist - David Bergström - Mario Blazevic - Ibrahim Diarra - Robertino Duric - Rickard Eriksson - Kenny Grant - Pierre Hampton - Rob Jansson - Joakim Kjellbom - Mikael Lindquist - Per Lundahl - Christian Maråker - Anders Marcus - Rudy Mbemba - Martin Ringström - Anton Saks - Jens Tillman - Wayne Bernard - Gerry Blakes - Ken Brown - Cole Darling - Bo Dukes | - Tyler Flack - Keith Gabriel - George Gervin Jr - Josh Goodwin - Josh Hairston - Eugene Harris - Jermont Horton - James Hughes - Joe Hurst - Ian Johnson - Dandrick Jones - David Kruse - Damen Maddox - Todd Marshall - Andrew Mitchell - Dominique Morrison - Danny Perry - Mark Reed - Chris Rivers - Byron Sanders - Sylvester Seay - Johnell Smith - Shakir Smith | - Steve Smith - George Spain - Derek Stribling - Terrence Todd - Todd Townsend - William Walker - Gordon Watt - Jonathan Dubas - Nemanja Sladoje - Adnan Chuk - Jasmin Kovačević - Dzenis Sogolj - Kristoffer Gafor - Narcisse Ewodo - Mikko Riipinen - Navid Niktash - Dee Ayuba - Alexandros Mavroukas - Bojan Atanasoski - Sinisa Prtić - Mangisto Arop - Pedro Cipriano - Randall Hanke | - Darrell Mickens - Jerome Stancil - Billy Collins - Nick Eppehimer - Ryan McCormack - Jeff Viggiano - Devin Thompson - Joseph McNaull - Paul Burke - Fred Drains - Bill Magarity - Andrew Pleick - Jeff Taylor - Tim Whitworth |